# Strażnica KOP „Folwark Zachacie”

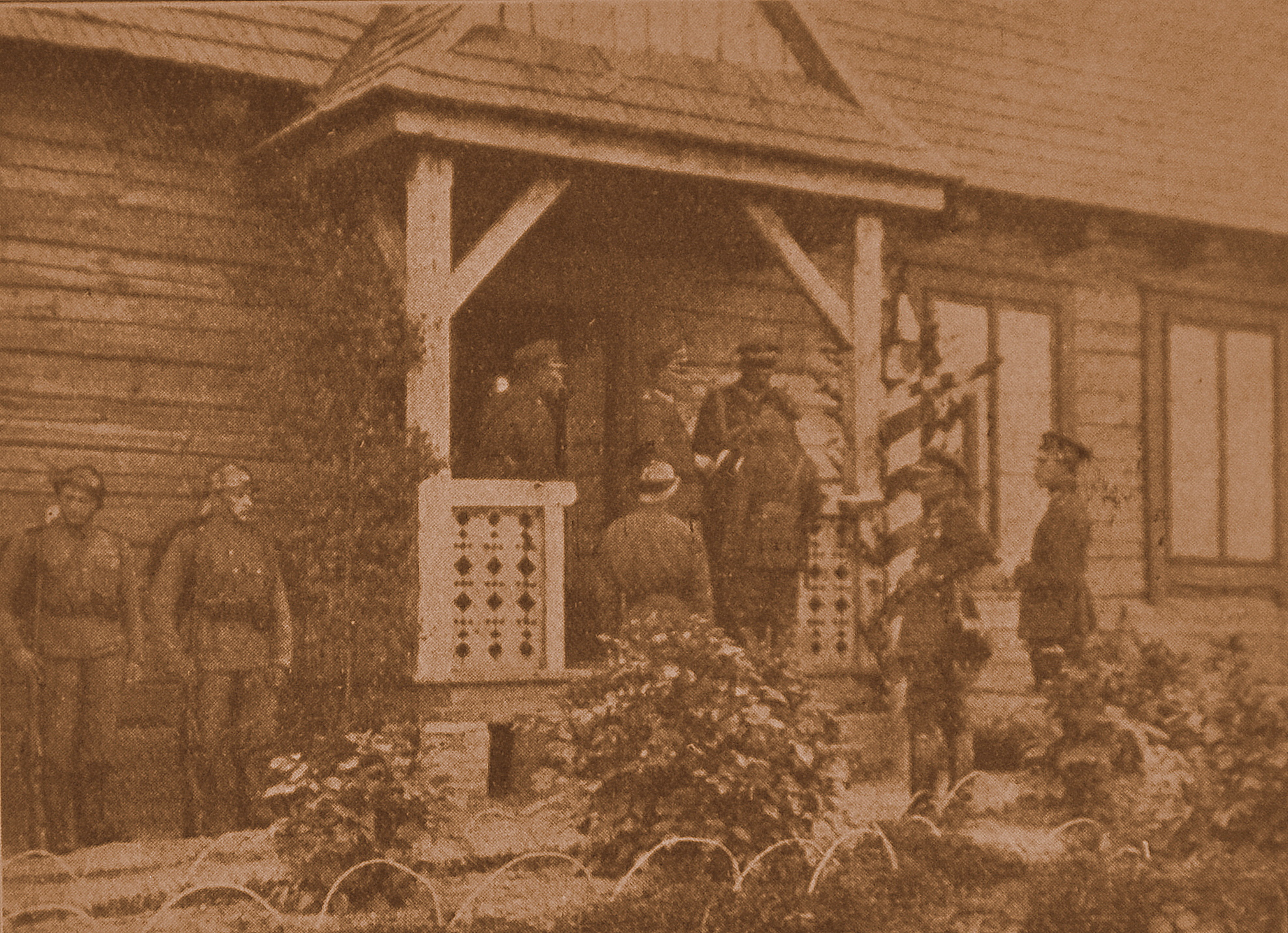
Wizyta dowódcy KOP na strażnicy

Strażnica KOP „Folwark Zachacie” – zasadnicza jednostka organizacyjna Korpusu Ochrony Pogranicza pełniąca służbę ochronną na granicy polsko-sowieckiej.

## Formowanie i zmiany organizacyjne
W 1924, w składzie 3 Brygady Ochrony Pogranicza, został sformowany 5 batalion graniczny. W 1928 w skład batalionu wchodziło 13 strażnic. Strażnica KOP „Folwark Zachacie” w latach 1928 – 1929 znajdowała się w strukturze 3 kompanii KOP „Prozoroki”. W komunikacie dyslokacyjnym z 1932 nie występuje. Strażnica liczyła około 18 żołnierzy i rozmieszczona była przy linii granicznej z zadaniem bezpośredniej ochrony granicy państwowej.

## Służba graniczna
Podstawową jednostką taktyczną Korpusu Ochrony Pogranicza przeznaczoną do pełnienia służby ochronnej był batalion graniczny. Odcinek batalionu dzielił się na pododcinki kompanii, a te z kolei na pododcinki strażnic, które były „zasadniczymi jednostkami pełniącymi służbę ochronną”, w sile półplutonu. Służba ochronna pełniona była systemem zmiennym, polegającym na stałym patrolowaniu strefy nadgranicznej, wystawianiu posterunków alarmowych, obserwacyjnych i kontrolnych stałych, patrolowaniu i organizowaniu zasadzek w miejscach rozpoznanych jako niebezpieczne, kontrolowaniu dokumentów i zatrzymywaniu osób podejrzanych, a także utrzymywaniu ścisłej łączności między oddziałami i władzami administracyjnymi. Strażnice KOP stanowiły pierwszy rzut ugrupowania kordonowego Korpusu Ochrony Pogranicza.
Sąsiednie strażnice:
- Strażnica KOP „Zahacie” ⇔ Strażnica KOP „Stelmachowo Małe” – 1928[2], 1929[3]